# Ají de achakana
 (novembre 2021).
L'ají de achakana (également appelé caigua rellena) est un plat typique des fêtes de la Toussaint (Todos Santos) dans les départements d'Oruro et de Potosí en Bolivie.

## Caractéristiques
Le piment achakana est préparé à partir du cactus achakana (Neowerdermannia vorwerkii), une espèce sauvage consommée dans différentes régions de Los Andes.

## Préparation
La plante doit être bouillie plusieurs fois, avec du sel, pour enlever l'écorce. La partie supérieure est ensuite retirée et la racine, qui est la partie comestible, est utilisée pour préparer un piment auquel on ajoute des morceaux de viande. Le piment est servi avec du chuño.

## Patrimoine national
En 2014, par le biais de la loi nationale 485, l'ají de achakana a été déclaré patrimoine national de l'État plurinational de Bolivie, ainsi que d'autres plats qui font partie du patrimoine culinaire du département de Potosí, comme le k'alapurka, la soupe llulluch'a, le misk'i lawa, la salteña potosina et les tamales chicheños.